# Final da Copa do Mundo FIFA Sub-17 de 2017
A final da Copa do Mundo FIFA Sub-17 de 2017 foi realizada em 28 de outubro no Estádio Salt Lake, na cidade de Calcutá, Índia.
A Inglaterra conquistou o título pela primeira vez, após vencer o jogo por 5–2.

## Caminho até a final
| Grupo F    | J | V | E | D | GP | GC | SG | Pts |
| ---------- | - | - | - | - | -- | -- | -- | --- |
| Inglaterra | 3 | 3 | 0 | 0 | 11 | 2  | +9 | 9   |
| Iraque     | 3 | 1 | 1 | 1 | 4  | 5  | –1 | 4   |
| México     | 3 | 0 | 2 | 1 | 3  | 4  | –1 | 2   |
| Chile      | 3 | 0 | 1 | 2 | 0  | 7  | –7 | 1   |

| Grupo B         | J | V | E | D | GP | GC | SG | Pts |
| --------------- | - | - | - | - | -- | -- | -- | --- |
| Brasil          | 3 | 3 | 0 | 0 | 6  | 1  | +5 | 9   |
| Espanha         | 3 | 2 | 0 | 1 | 7  | 2  | +5 | 6   |
| Níger           | 3 | 1 | 0 | 2 | 1  | 6  | –5 | 3   |
| Coreia do Norte | 3 | 0 | 0 | 3 | 0  | 5  | –5 | 0   |

## Partida
| 28 de outubro | Inglaterra                                                  | 5 – 2     | Espanha        | Estádio Salt Lake, Calcutá                   |
| 20:00         | Brewster 44' · Gibbs White 58' · Foden 69', 88' · Guehi 84' | Relatório | Gómez 10', 31' | Público: 66 684 Árbitro: PAR Enrique Cáceres |

| Inglaterra | Espanha |

| INGLATERRA:    |    |                      |       |       |
|                |    |                      |       |       |
| G              | 1  | Curtis Anderson      |       |       |
| LD             | 18 | Steven Sessegnon     |       |       |
| Z              | 15 | Joel Latibeaudiere   |       |       |
| Z              | 5  | Marc Guéhi           |       |       |
| LE             | 6  | Jonathan Panzo       |       |       |
| M              | 4  | George McEachran     |       | 87'   |
| M              | 8  | Tashan Oakley-Boothe |       | 90'   |
| M              | 7  | Phil Foden           |       |       |
| M              | 19 | Morgan Gibbs-White   |       | 81'   |
| M              | 14 | Callum Hudson-Odoi   |       |       |
| A              | 9  | Rhian Brewster       | 90+1' |       |
| Substituições: |    |                      |       |       |
| M              | 12 | Nya Kirby            |       | 81'   |
| M              | 20 | Conor Gallagher      |       | 87'   |
| M              | 10 | Angel Gomes          |       | 90+1' |
| Treinador:     |    |                      |       |       |
| Steve Cooper   |    |                      |       |       |

| ESPANHA:       |    |                  |     |     |
|                |    |                  |     |     |
| G              | 1  | Álvaro Fernández |     |     |
| LD             | 2  | Mateu Morey      | 83' |     |
| Z              | 4  | Hugo Guillamón   |     |     |
| Z              | 5  | Victor Chust     |     |     |
| LE             | 19 | Juan Miranda     | 63' |     |
| M              | 8  | Moha             |     | 85' |
| M              | 6  | Antonio Blanco   |     | 81' |
| A              | 7  | Ferrán Torres    |     |     |
| M              | 18 | César Gelabert   |     | 72' |
| A              | 10 | Sergio Gómez     |     |     |
| A              | 9  | Abel Ruiz        |     |     |
| Substituições: |    |                  |     |     |
| A              | 17 | José Lara        |     | 72' |
| M              | 19 | Carlos Beitia    |     | 81' |
| A              | 11 | Nacho Díaz       |     | 85' |
| Treinador:     |    |                  |     |     |
| Santi Denia    |    |                  |     |     |

### Estatísticas
| Geral               | Inglaterra | Espanha |
| ------------------- | ---------- | ------- |
| Gols marcados       | 5          | 2       |
| Finalizações totais | 25         | 11      |
| Finalizações no gol | 11         | 5       |
| Posse de bola       | 52%        | 48%     |
| Escanteios          | 6          | 5       |
| Faltas cometidas    | 7          | 16      |
| Impedimentos        | 0          | 2       |
| Cartões amarelos    | 1          | 2       |
| Cartões vermelhos   | 0          | 0       |